# Sh2-115
Sh2-115 est une nébuleuse en émission visible dans la constellation du Cygne.
Elle est située dans la partie nord de la constellation, à environ 2,5° au nord-ouest de l'étoile brillante Deneb. La période la plus propice à son observation dans le ciel du soir se situe entre les mois de juillet et de décembre et elle est considérablement facilitée pour les observateurs situés dans les régions de l'hémisphère nord terrestre.
C'est une région H II de taille considérable de forme ovale et traversée dans le sens nord-ouest-sud-est par une bande sombre qui la divise apparemment en deux parties égales : la partie orientale est dominée par la présence d'un petit amas ouvert, appelé Berkeley 90, avec laquelle elle est physiquement associée, tandis que la partie occidentale se trouve dans la direction de l'étoile variable α2 CVn HD 196178 (V2015 Cyg), de magnitude apparente moyenne 5,63. Cependant, la distance de cette étoile au Soleil est d'environ 148 pc (∼483 al), bien inférieur à celui estimé pour la nébuleuse, environ 2 300 pc (∼7 500 al). Les étoiles responsables de l'ionisation des gaz sont LS III +46 12, de classe spectrale O6III, DM46 2972, de classe O9.5V, et DM46 2978, de classe B0III. Le premier d'entre eux domine le cluster Berkeley 90. L'étoile BD+46 2972 apparaît également dans le même champ, mais sa distance est supérieure à la nébuleuse, donc sa relation physique avec elle serait exclue.
Sh2-115 correspond à la partie ionisée d'un grand nuage moléculaire dont la masse a été estimée égale à environ 4400 M⊙, étendu sur plus de 30 parsecs. Selon le catalogue Avedisova, la région de formation d'étoiles à laquelle appartient cette nébuleuse comprend également plusieurs sources de rayonnement infrarouge observables dans sa direction, telles que IRAS 20328+4639, IRAS 20334+4636, IRAS 20335+4637 et IRAS 20334+4654, identifiées dans les années quatre-vingt. À celles-ci s'ajoute la source d'ondes radio W71. Sa distance de 2300 parsecs correspond à une région du bras d'Orion située juste au-delà du grand système de nébuleuses de Cygnus X, dont il serait éloigné d'environ 500 pc (∼1 630 al).